# Stephanie Durst
Stephanie Durst, född 6 januari 1982, är en amerikansk friidrottare (sprinter). Hon fick sitt internationella genombrott vid Golden League-galan Bislett Games i Oslo 2007 när hon vann 100 meter. 

## Personliga rekord
- 100 meter - 11,13
- 200 meter - 22,48

## Fotnoter
1. ↑  World Athletics Database, läst: 4 juli 2019.[källa från Wikidata]
2. ↑  All-Athletics.com, All-Athletics.com ID (arkiverad): 155818, läst: 6 april 2022.[källa från Wikidata]